# Crímenes nazis contra la nación polaca
Los crímenes nazis contra la nación polaca cometidos por la Alemania nazi y las fuerzas colaboracionistas del Eje durante la invasión de Polonia, junto con los batallones auxiliares durante la posterior ocupación de Polonia en la Segunda Guerra Mundial, consistieron en el asesinato de millones de polacos étnicos y el exterminio sistemático de los polacos judíos . Los alemanes justificaron estos genocidios sobre la base de la teoría racial nazi, que consideraba a los polacos y otros pueblos eslavos como «infrahumanos» racialmente inferiores y describía a los judíos como una constante amenaza. Para 1942, los alemanes nazis estaban implementando su plan para matar a todos los judíos en la Europa ocupada por los alemanes, y también habían desarrollado planes para eliminar al pueblo polaco mediante asesinatos masivos, limpieza étnica, esclavitud y exterminio a través del trabajo, y asimilación a la identidad alemana de una pequeña minoría de polacos considerados «racialmente valiosos». Durante la Segunda Guerra Mundial, los alemanes no solo asesinaron a millones de polacos (judíos o no), sino que limpiaron étnicamente a millones más, mediante la deportación forzada para dejar espacio a los colonos alemanes «racialmente superiores». Esta estrategia se aprecia en el Plan General del Este y la política del «espacio vital». Los genocidios se cobraron la vida de 2,7 a 3 millones de judíos polacos y de 1,8 a 2,77 millones de polacos étnicos no judíos, según diversas fuentes, como el Instituto de la Memoria Nacional de Polonia.
Estas cifras extremadamente elevadas de muertos y la ausencia de importantes muertes de civiles no judíos en países europeos ocupados «racialmente superiores», como Dinamarca y Francia, atestiguan las políticas genocidas de Alemania dirigidas contra los polacos.
Las políticas genocidas del plan de colonización del gobierno alemán, Generalplan Ost, fueron el modelo para los crímenes de guerra alemanes y los crímenes de lesa humanidad cometidos contra la nación polaca de 1939 a 1945. El plan maestro nazi implicó la expulsión y el exterminio masivo de unos 85 por ciento (más de 20 millones) de los ciudadanos polacos étnicos de Polonia, el 15 por ciento restante se convertirán en trabajadores esclavos. En 2000, mediante una ley del Parlamento polaco (Sejm), la difusión del conocimiento sobre los crímenes de los alemanes nazis y estalinistas de la Segunda Guerra Mundial en Polonia se confió al Instituto de la Memoria Nacional, que se había fundado en Varsovia en el año 1998.
Desde el comienzo de la guerra contra Polonia, Alemania tuvo la intención de realizar el plan de Adolf Hitler, establecido en su libro Mein Kampf, de adquirir «espacio vital» o Lebensraum en el este para el asentamiento masivo de colonos alemanes. El plan de Hitler combinaba el imperialismo clásico con la ideología racial nazi. El 22 de agosto de 1939, justo antes de la invasión a Polonia, Hitler dio permiso explícito a sus comandantes para matar «sin piedad ni piedad, a todos los hombres, mujeres y niños de ascendencia o lengua polaca».
La limpieza étnica se llevaría a cabo sistemáticamente contra el pueblo polaco. El 7 de septiembre de 1939, Reinhard Heydrich declaró que todos los nobles, clérigos y judíos polacos serían asesinados. El 12 de septiembre, Wilhelm Keitel agregó a la intelectualidad polaca a la lista. El 15 de marzo de 1940, el jefe de las SS, Heinrich Himmler, declaró: «Todos los especialistas polacos serán explotados en nuestro complejo militar-industrial. Más tarde, todos los polacos desaparecerán de este mundo. Es imperativo que la gran nación alemana considere la eliminación de todo el pueblo polaco como su tarea principal». A fines de 1940, Hitler confirmó el plan de liquidar «todos los elementos líderes en Polonia».
Después de que Alemania perdió la guerra, el Tribunal Militar Internacional en los Juicios de Núremberg, así como el Tribunal Nacional Supremo de Polonia concluyeron que el objetivo de las políticas alemanas en Polonia, el exterminio de polacos y judíos, tenía «todas las características de un genocidio en el significado biológico del término».

## Campaña de septiembre de 1939
Menos de un año antes del estallido de la guerra, el 1 de octubre de 1938, el ejército alemán entró en los Sudetes, de conformidad con el Acuerdo de Múnich. La operación se completó el 10 de octubre. Dos semanas después, el 24 de octubre de 1938, Ribbentrop convocó al embajador polaco en Berchtesgaden y le presentó el Gesamtlösung (en español: solución total) de Hitler sobre el Corredor Polaco y la Ciudad Libre de Danzig. El embajador Lipski se negó. Tres días después, comenzó la primera deportación masiva de ciudadanos polacos de la Alemania nazi. Fue el desalojo de judíos que se instalaron en Alemania con pasaportes polacos. Entre el 9 y el 10 de noviembre de 1938, las fuerzas paramilitares de las SA llevaron a cabo los ataques vandálicos de la Noche de los cristales rotos, en la cual miles de judíos con ciudadanía polaca fueron detenidos y enviados por ferrocarril a la frontera polaca y a los campos de concentración nazis. La redada incluyó a 2000 polacos étnicos que vivían y trabajaban allí.
Además, antes de la invasión de Polonia, los nazis prepararon una lista detallada que identificaba a más de 61 000 objetivos polacos (en su mayoría civiles) por su nombre, con ayuda de la minoría alemana que vivía en el territorio de la Segunda República Polaca. La lista se imprimió en secreto como en un legajo de 192 páginas llamado Sonderfahndungsbuch Polen (Libro de acusación especial - Polonia), y se compuso únicamente de nombres y fechas de nacimiento. Incluía políticos, académicos, actores, intelectuales, médicos, abogados, nobles, sacerdotes, funcionarios públicos y muchos otros, quienes quedaron a merced de los escuadrones de la muerte paramilitares de las SS ayudados por los verdugos de la Volksdeutscher Selbstschutz. Los primeros Einsatzgruppen de la Segunda Guerra Mundial fueron formados por las SS en el curso de la invasión. Fueron desplegados detrás de las líneas del frente para ejecutar a grupos de personas consideradas, en virtud de su estatus social, capaces de incitar a los esfuerzos de resistencia contra los alemanes. La mentira más utilizada para justificar asesinatos indiscriminados por parte de los escuadrones de acción móvil fue siempre la misma: la afirmación inventada de un supuesto ataque a las fuerzas alemanas.
En total, entre 150 000 y 200 000 polacos perdieron la vida durante la Campaña de septiembre de 1939, que se caracterizó por el ataque indiscriminado, y a menudo deliberado, de las fuerzas invasoras contra la población civil. Más de 100 000 polacos murieron en las operaciones de bombardeo terrorista de la Luftwaffe, como las de Wieluń . Se llevaron a cabo ataques aéreos masivos en ciudades que no tenían ningún tipo de infraestructura militar. La ciudad de Frampol, cerca de Lublin, fue fuertemente bombardeada el 13 de septiembre como sujeto de prueba para la técnica de bombardeo de la Luftwaffe; elegido por su plan de calles en cuadrícula y un ayuntamiento central fácilmente reconocible. Frampol fue alcanzada por 70 toneladas de municiones, que destruyeron hasta el 90% de los edificios y mataron a la mitad de sus habitantes. Columnas de refugiados que huían fueron atacadas sistemáticamente por aviones de combate y bombarderos en picado alemanes.

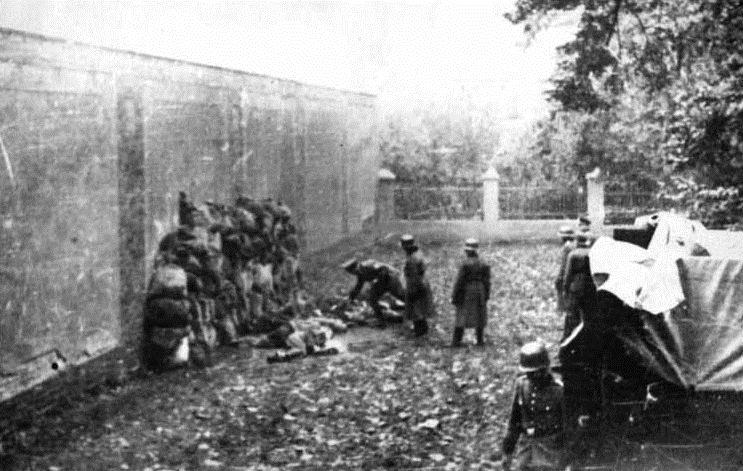
Ejecución de polacos étnicos por soldados alemanes de las SS Einsatzkommando en Leszno, octubre de 1939

Entre las ciudades y pueblos polacos bombardeados al comienzo de la guerra se encuentran: Brodnica, Bydgoszcz, Chełm, Ciechanów, Częstochowa, Grodno, Grudziądz, Gdynia, Janów, Jasło, Katowice, Kielce, Kowel, Cracovia, Kutno, Lublin, Lwów, Olkusz, Piotrków, Płock, Płońsk, Poznań, Puck, Radom, Radomsko, Sulejów, Varsovia, Wieluń, Wilno y Zamość. Más de 156 ciudades y pueblos fueron atacados por la Luftwaffe. Varsovia sufrió de manera particularmente severa, con una combinación de bombardeo aéreo y fuego de artillería que redujo gran parte del centro histórico a solo escombros, con más de 60 000 bajas.

### Operaciones de terror y «pacificación»

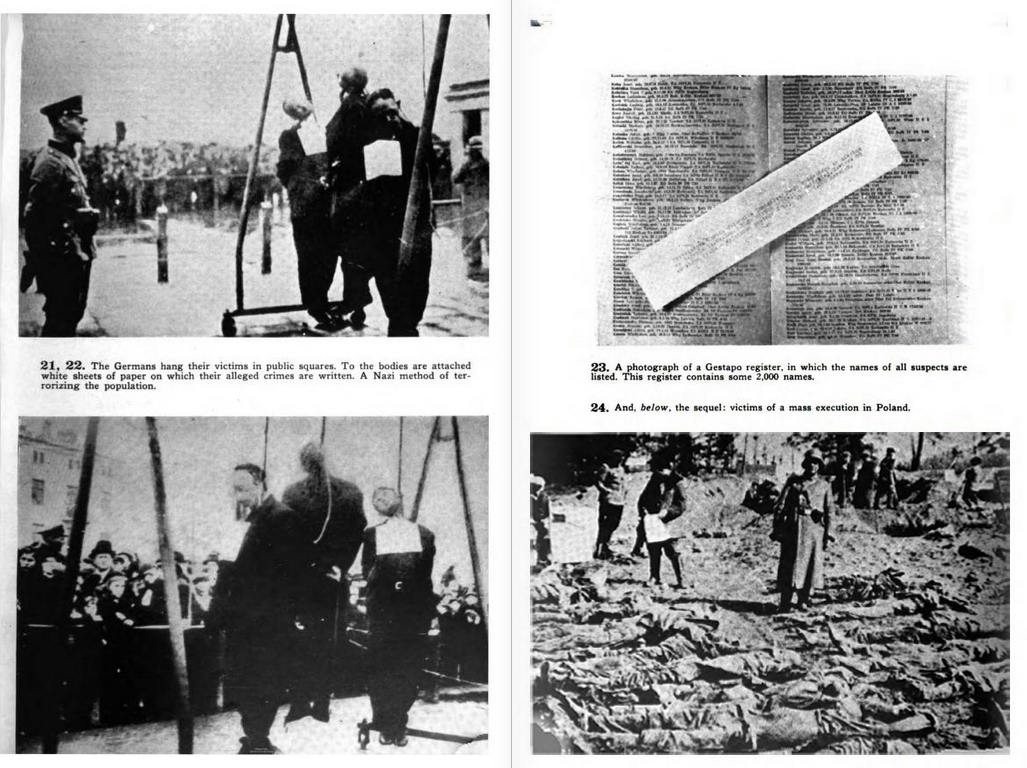
Fotos de El libro negro de Polonia, publicado en Londres en 1942 por el gobierno polaco en el exilio

En los primeros tres meses de la guerra, desde el otoño de 1939 hasta la primavera de 1940, unos 60 000 exfuncionarios gubernamentales, oficiales militares de la reserva, propietarios de tierras, clérigos y miembros de la intelectualidad polaca fueron ejecutados región por región en el llamado Intelligenzaktion, incluidos más de 1000 prisioneros de guerra. Todas las fuerzas alemanas sin excepción, incluidas la Wehrmacht, la Gestapo, las SS y la Selbstschutz, llevaron a cabo ejecuciones sumarias de polacos en violación de los acuerdos internacionales. Los asesinatos en masa fueron parte de la operación secreta Tannenberg, una de las primeras medidas de la colonización de colonos Generalplan Ost . Tanto los cristianos polacos como los judíos fueron asesinados y enterrados en fosas comunes excavadas apresuradamente o enviados a prisiones y campos de concentración alemanes. "Todo lo que encontremos en forma de clase alta en Polonia será liquidado", había ordenado Hitler. En la Intelligenzaktion Pommern, una acción regional en el voivodato de Pomerania murieron 23 000 polacos. Fue continuado por la operación alemana AB-Aktion en Polonia a mediados de la década de 1940. La AB-Aktion vio la masacre de profesores de Lwów y la ejecución de unos 1.700 polacos en el bosque de Palmiry . Varios miles de víctimas civiles fueron ejecutadas o encarceladas. Los Einsatzgruppen también fueron responsables de la matanza indiscriminada de judíos y polacos durante la invasión alemana de la Unión Soviética de 1941.

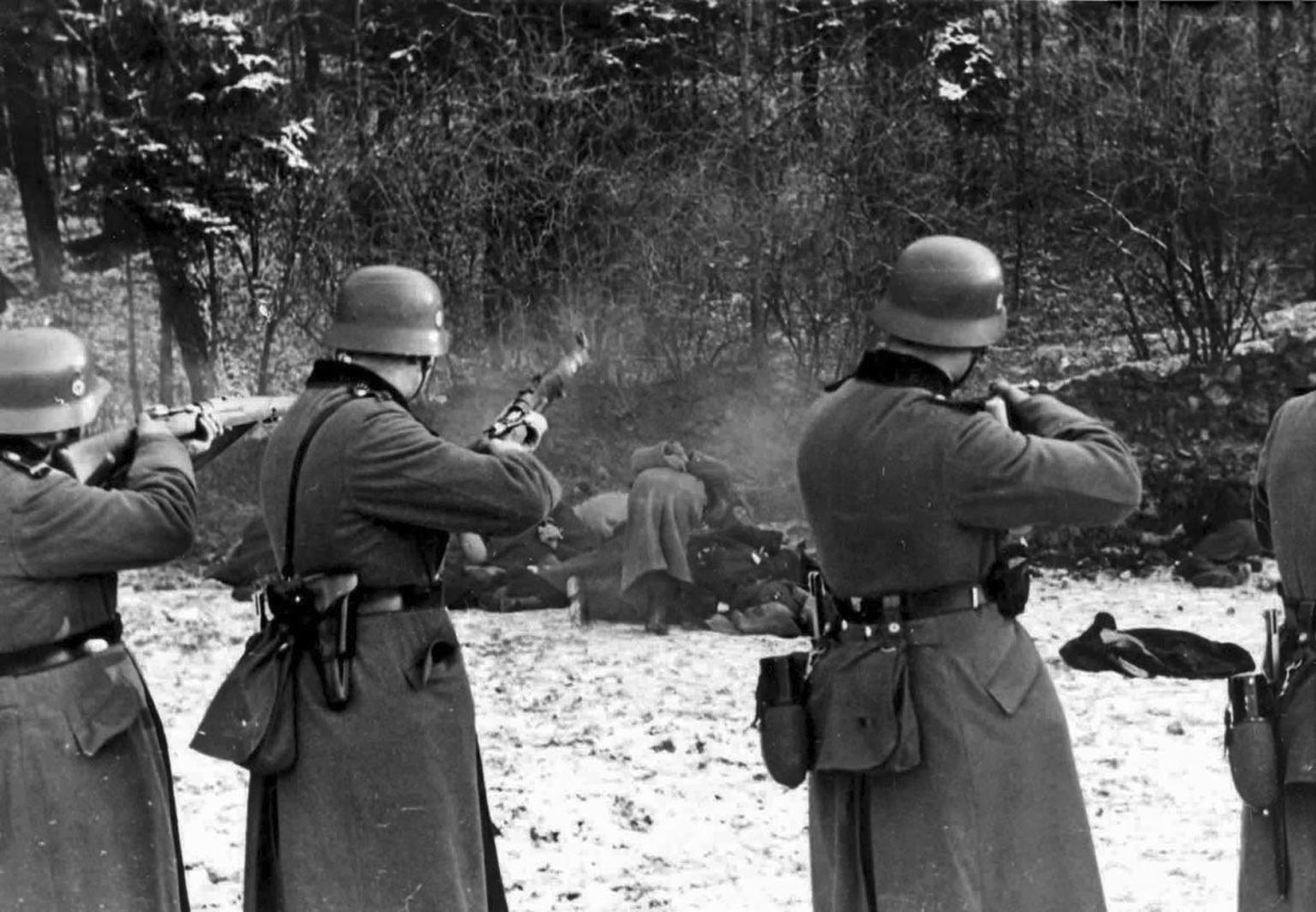
Una ejecución masiva de 56 rehenes en Bochnia, cerca de Cracovia, el 18 de diciembre de 1939. En Palmiry, unos 1.700 polacos fueron asesinados en ejecuciones secretas, entre el 7 de diciembre de 1939 y el 17 de julio de 1941

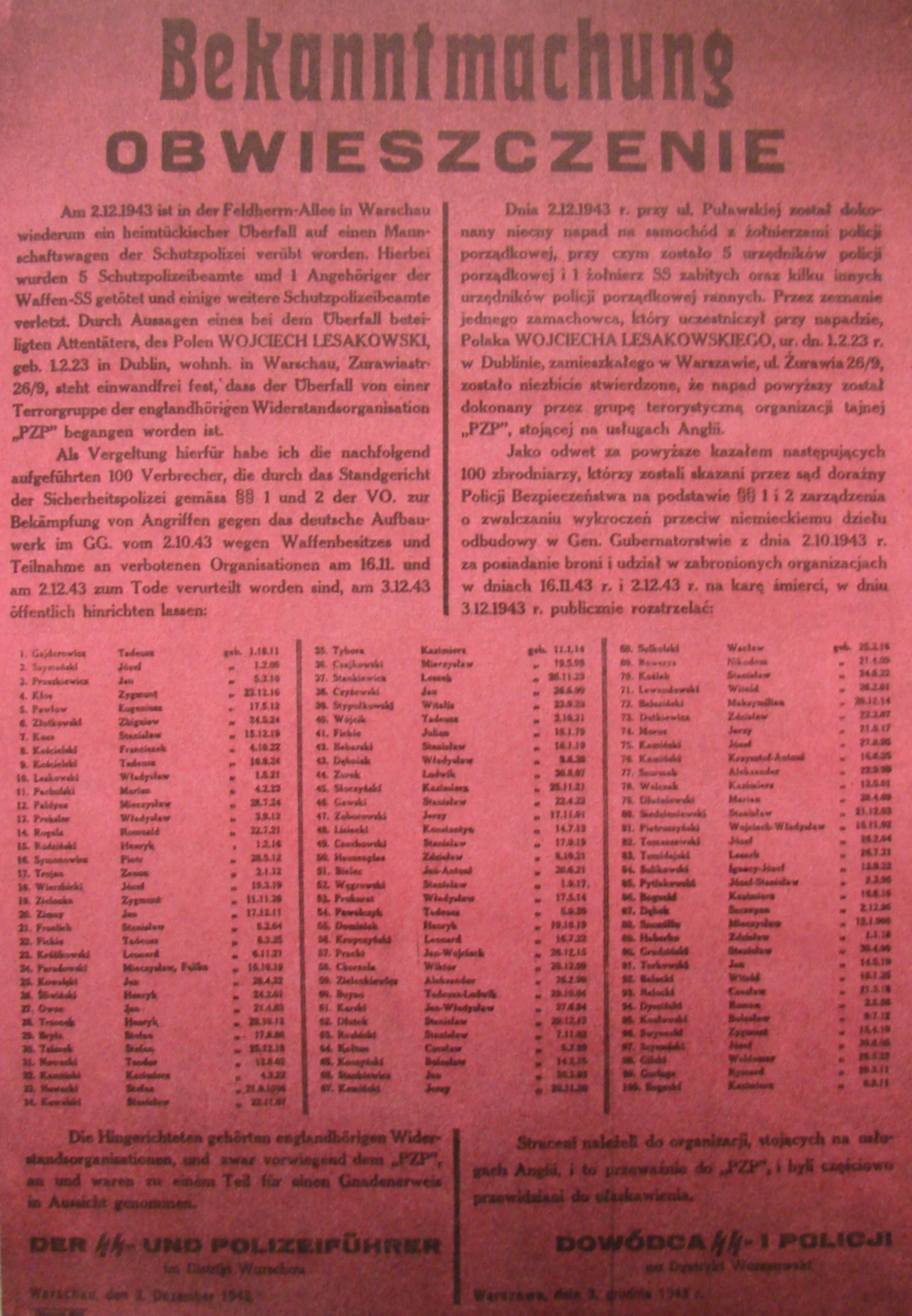
Anuncio de la ejecución de 100 rehenes polacos como venganza por el asesinato de 5 policías alemanes y 1 hombre de las SS por Armia Krajowa, una «organización terrorista polaca al servicio de Gran Bretaña». Varsovia, 2 de octubre de 1943

Las comunidades fueron consideradas colectivamente responsables de los supuestos contraataques polacos contra las tropas invasoras alemanas. Las ejecuciones masivas de rehenes se llevaron a cabo casi todos los días durante el avance de la Wehrmacht en Polonia. Los lugares, fechas y números incluyen: Starogard (2 de septiembre), 190 polacos, 40 de ellos judíos; Swiekatowo (3 de septiembre), 26 polacos; Wieruszów (3 de septiembre), 20 polacos todos judíos. El 4 de septiembre de 1939, el 42.º Regimiento de Infantería (46.ª División de Infantería de la Wehrmacht cometió la masacre de Częstochowa con 1140 ciudadanos o más (150 de ellos judíos) asesinados en disparos desenfrenados en varias lugares de la ciudad. En Imielin, del 4 al 5 de septiembre, 28 polacos murieron; en Kajetanowice el 5 de septiembre, 72 civiles fueron masacrados en venganza por dos caballos alemanes muertos por fuego amigo alemán. En Trzebinia el 5 de septiembre 97 ciudadanos polacos. En Piotrków el 5 de septiembre, la sección judía de la ciudad fue incendiada. En Będzin el 8 de septiembre, 200 civiles murieron quemados, unos 300 fueron asesinados a tiros en Turek el 9 de septiembre. En Klecko, del 9 al 10 de septiembre, 300 ciudadanos fueron ejecutados. En Mszadla el 10 de septiembre, 153 polacos. En Gmina Besko el 11 de septiembre, 21 polacos. En Kowalewice el 11 de septiembre, 23 polacos. En Pilica el 12 de septiembre, 36 polacos, 32 de ellos judíos. En Olszewo el 13 de septiembre, 13 personas (la mitad de la aldea) de Olszewo y 10 de la cercana Pietkowo, incluidos mujeres y niños apuñalados con bayonetas, disparados, volados con granadas y quemados vivos en un granero. En Mielec el 13 de septiembre, 55 judíos murieron quemados. En Piątek el 13 de septiembre, 50 polacos, siete de ellos judíos.  Del 14 al 15 de septiembre, unos 900 judíos polacos murieron en acciones de tiroteo paralelas en Przemyśl y en Medyka.  Aproximadamente en el mismo tiempo, en Solec (14 de septiembre), 44 polacos fueron asesinados. Poco después en Chojnice, 40 ciudadanos polacos. En Gmina Klecko, 23 polacos, en Bądków 22 polacos, en Dynów, doscientos judíos polacos. Las ejecuciones públicas continuaron mucho más allá de septiembre, incluso en municipios como el distrito de Wieruszów, Gmina Besko, Gmina Gidle, Gmina Klecko, Gmina Ryczywół, y Gmina Siennica, entre otros.
En Bydgoszcz y sus alrededores, cerca de 10 000 civiles polacos fueron asesinados en los primeros cuatro meses de la ocupación (véase: El Domingo Sangriento y el Valle de la Muerte ). También participaron el ejército alemán y las unidades paramilitares de Selbstschutz compuestas exclusivamente por alemanes étnicos o Volksdeutsche.
Los nazis tomaron rehenes por miles en el momento de la invasión y durante su ocupación de Polonia. Los rehenes fueron seleccionados entre los ciudadanos más destacados de las ciudades y pueblos ocupados, como sacerdotes, profesores, médicos, abogados, así como líderes de organizaciones económicas y sociales y sindicatos. Sin embargo, a menudo fueron elegidos al azar de todos los segmentos de la sociedad y por cada alemán asesinado se ejecutaba a un grupo de entre 50 y 100 civiles polacos. Aproximadamente 20 000 aldeanos, algunos de los cuales fueron quemados vivos, murieron en operaciones punitivas a gran escala dirigidas a asentamientos rurales sospechosos de ayudar a la resistencia u ocultar judíos y otros fugitivos. Setenta y cinco aldeas fueron arrasadas en estas operaciones. Polonia era el único país de la Europa ocupada donde la pena por ocultar a un judío era la muerte para todos los que vivían en la casa. Otras leyes fueron igualmente implacables.

## Depuración étnica mediante expulsión forzosa

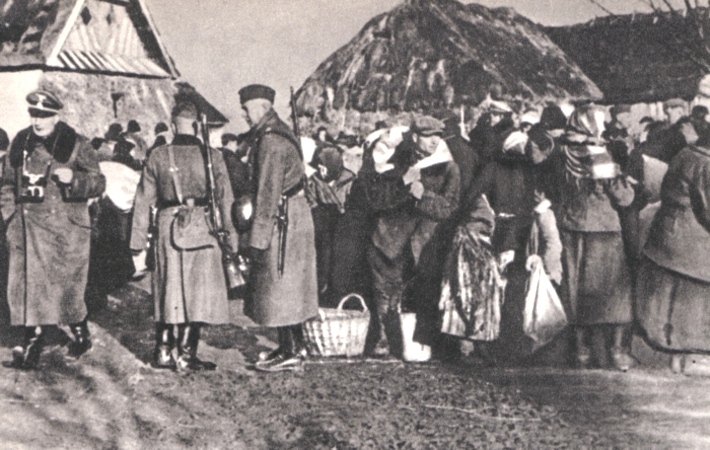
Expulsión de polacos de las aldeas de la región de Zamość por soldados de las SS alemanas en diciembre de 1942

Alemania planeó eliminar por completo a la población indígena de Polonia comenzando con el recién creado territorio de Reichsgau Wartheland en 1939. Según el objetivo y la ideología del Lebensraum, las tierras anteriormente polacas iban a ser tomadas por los colonos civiles y militares alemanes, incluida los Volksdeutsche de Europa del Este. La «germanización» de los territorios ocupados por el Reich fue condenada repetidamente por el Tribunal de Núremberg, que declaró que la práctica de expulsar a civiles «no solo desafiaba las normas bien establecidas del derecho internacional, sino que ignoraba por completo los dictados elementales de humanidad». Durante la ocupación de Polonia, el número de polacos desalojados de sus hogares por las autoridades alemanas se estima en 2 478 000. Hasta 928 000 polacos fueron limpiados étnicamente para dar paso a los colonos extranjeros.
El número de ciudadanos polacos desplazados en cuatro años de ocupación alemana incluyó: de la región de Warthegau 630 000 polacos; de Silesia 81 000; de Pomerania 124 000; de Bezirk Białystok 28 000; y del distrito de Ciechanów 25 000 polacos y judíos. En las llamadas «expulsiones salvajes» de Pomerelia, fueron desalojadas entre 30 000 y 40 000 polacos, y por el Gobierno General alemán en Polonia y las «reservas» alemanas, unos 171 000 polacos y judíos. Para crear nuevos latifundios coloniales, se demolió el 42% de las granjas anexas. Unos 3 millones de polacos fueron enviados a Alemania a realizar trabajo esclavo. Otros 500 000 polacos étnicos fueron deportados de Varsovia después del levantamiento de Varsovia, además de las 180 000 víctimas civiles.
Las expulsiones se llevaron a cabo de forma tan abrupta que los alemanes étnicos reasentados en Galitzia Oriental, Volinia y Bucovina rumana se estaban apoderando de hogares polacos con comidas a medio comer, en mesas y camas deshechas, donde los niños pequeños habían estado durmiendo al momento de las expulsiones. A los miembros de las Juventudes Hitlerianas y la Liga de Muchachas Alemanas se les asignó la tarea de supervisar los desalojos, para asegurarse de que los polacos dejaran la mayoría de sus pertenencias para el uso de los colonos alemanes. Himmler prometió deportar en algún momento a todos los polacos a Rusia. Imaginó su exterminio por exposición a las inclemencias del tiempo, desnutrición y exceso de trabajo, posiblemente en las marismas de Pinsk, donde todos los polacos morirían durante el cultivo de las marismas. También se hicieron planes para el transporte masivo y la posible creación de campos de trabajo esclavo para hasta 20 millones de polacos.

## Resistencia polaca
El mejor ejemplo de resistencia polaca, no dirigida a herir a los alemanes o lograr objetivos políticos, sino a proteger a los polacos, fue el Levantamiento de Zamość . Fue una situación poco común en la que el Ejército Nacional políticamente anticomunista, los Batallones de Campesinos políticamente neutrales, la Guardia Popular comunista y los partisanos soviéticos, trabajaron juntos para proteger a los polacos de los abusos alemanes, principalmente la expulsión forzada y los asesinatos en masa llevados a cabo por el Ejército Insurgente Ucraniano contra el pueblo polaco. El Levantamiento frenó en gran medida la expulsión alemana de polacos y la colonización del área con alemanes. Los alemanes llegaron incluso a crear una zona de amortiguación de pueblos habitados por ucranianos étnicos amigos de los alemanes. Los campesinos polacos se mostraron reacios a unirse a la resistencia armada, pero se vieron obligados a protegerse.

## Campamentos y guetos

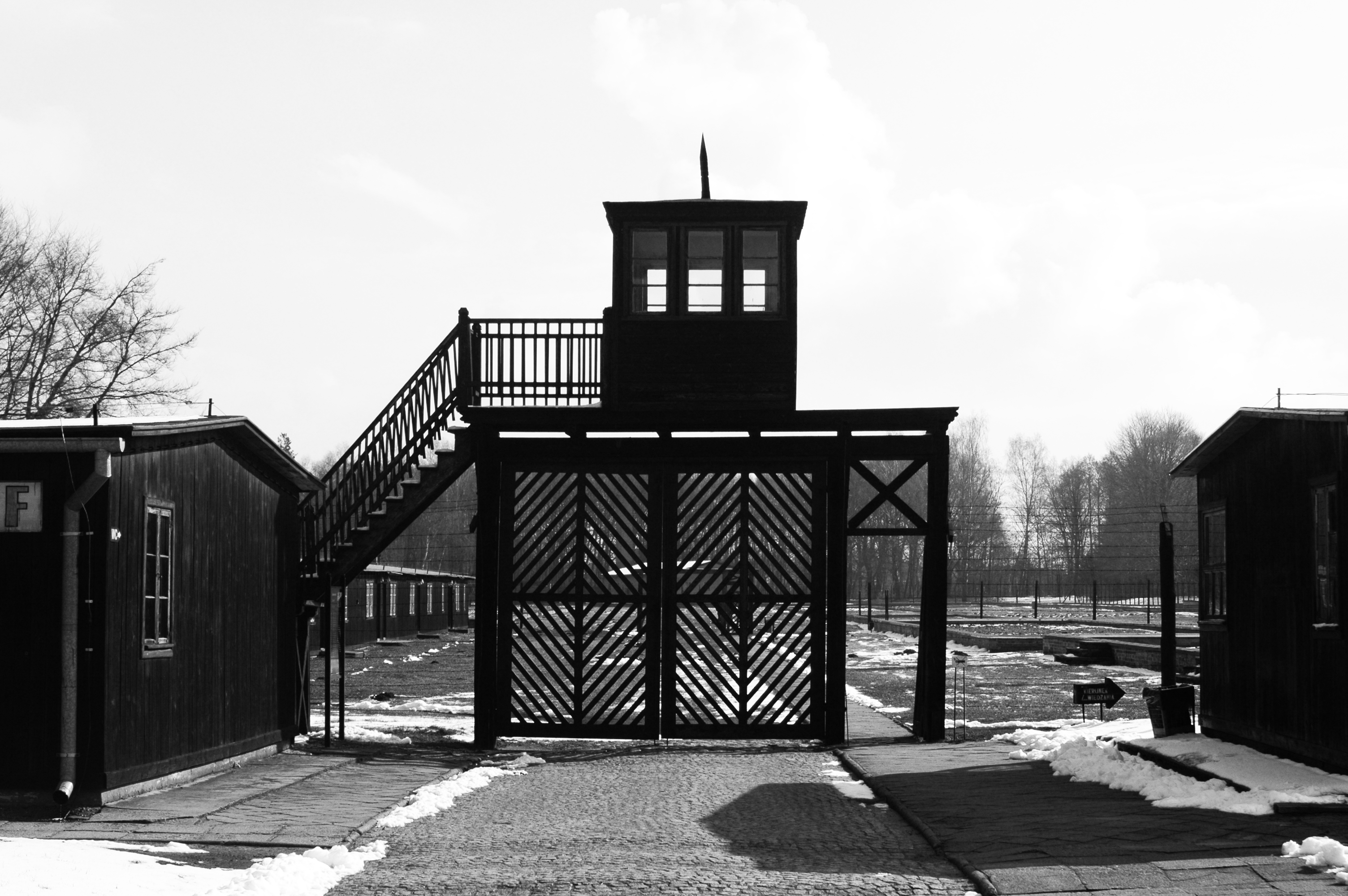
Campo de concentración de Stutthof establecido en septiembre de 1939 fue la primera instalación nazi de este tipo construida fuera de Alemania en el cual murieron 65 000 prisioneros polacos

Casi inmediatamente después de la invasión, tanto Alemania como la Unión Soviética comenzaron a establecer campamentos en la Polonia ocupada, que incluía campamentos de prisioneros de guerra para unos 230 672 soldados polacos capturados durante la campaña de septiembre de 1939. En un corto período de tiempo, la zona alemana de la Polonia dividida se convirtió en una isla-prisión virtual con más de 430 complejos de terror organizado por el estado. Se estima que unos 5 millones de ciudadanos polacos pasaron por ellos mientras servían a la economía de guerra alemana. La ocupación de Polonia por la Alemania nazi y la Unión Soviética comenzó en septiembre de 1939. La mayoría de los 50 000 polacos encarcelados en Mauthausen-Gusen perecieron principalmente en Gusen, 150 000 en Auschwitz, 20 000 en Sachsenhausen, 40 000 en Gross-Rosen; 17 000 en Neuengamme y 10 000 en Dachau. Aproximadamente 17 000 mujeres polacas murieron en Ravensbrück. Un importante complejo de campos de concentración en Stutthof, al este de Gdańsk, se inauguró a más tardar el 2 de septiembre de 1939 y funcionó hasta el final de la guerra con 39 subcampos. Se estima que allí murieron 65 000 polacos. El número total de ciudadanos polacos que encontraron la muerte en los campos, prisiones y lugares de detención dentro y fuera de Polonia supera los 1 286 000. Había campos especiales para niños como el campo de concentración de Potulice, el Kinder-KZ Litzmannstadt para niños polacos y el campo de trabajos forzados para niñas polacas en Dzierżązna (Dzierzazna).
Auschwitz se convirtió en el principal campo de concentración de polacos el 14 de junio de 1940. En marzo de 1941, se registraron 10 900 prisioneros en el campo, la mayoría de ellos gentiles polacos. En septiembre de 1941, 200 prisioneros polacos enfermos junto con 650 prisioneros de guerra soviéticos murieron en los primeros experimentos de gaseado con Zyklon-B. A partir de 1942, la población de prisioneros de Auschwitz se volvió mucho más diversa, ya que los judíos y otros «enemigos del estado» de toda la Europa ocupada por los alemanes fueron deportados al campo en expansión. Franciszek Piper, historiador polaco especialista en Auschwitz estima que entre 140 000 y 150 000 polacos étnicos fueron llevados a ese campo entre 1940 y 1945, y que entre 70 000 y 75 000 murieron allí víctimas de ejecuciones, experimentación humana, hambre y enfermedades.

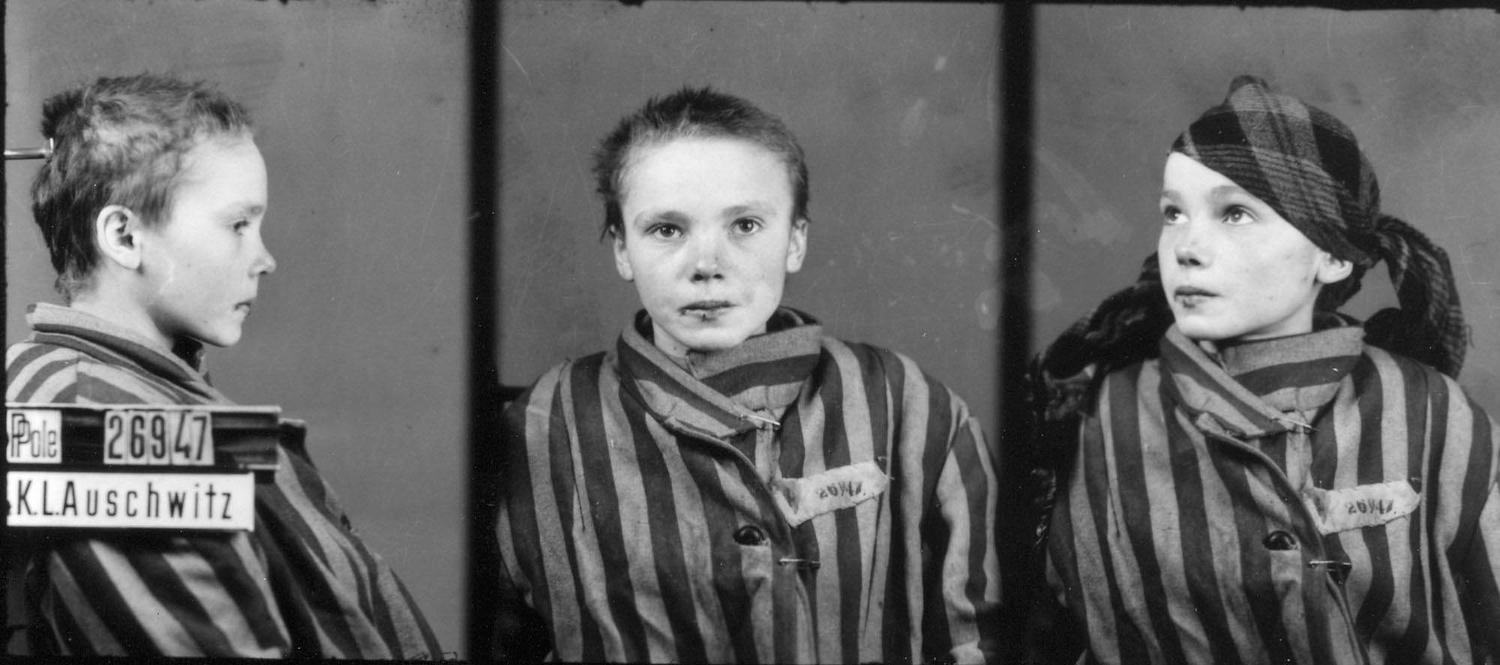
Czesława Kwoka, uno de los muchos niños polacos asesinados en Auschwitz por los nazis

Se produjeron casos de experimentos pseudomédicos. Por ejemplo, 74 jóvenes polacas fueron sometidas a experimentos médicos sobre trasplante de huesos y músculos, regeneración nerviosa e infección de heridas en el campo de concentración de Ravensbrück. Se llevaron a cabo experimentos con sulfanilamida en sacerdotes católicos polacos en Dachau. Más de 300 sacerdotes polacos murieron como resultado de experimentos o torturas.
Ya en 1939, los alemanes dividieron a todos los polacos según las líneas étnicas. Como parte del programa de expulsión y trabajo esclavo, los judíos fueron seleccionados y separados del resto de la población civil en los guetos recién establecidos . En las ciudades más pequeñas, los guetos sirvieron como puntos de partida para las deportaciones masivas, mientras que en los centros urbanos se convirtieron en instrumentos de «asesinato lento y pasivo» con hambre desenfrenada y cadáveres ensuciando las calles. Los guetos no se correspondían con los barrios judíos tradicionales. Se ordenó a los polacos étnicos y a los miembros de otros grupos que se establecieran en otro lugar.
El gueto de Varsovia fue el gueto más grande de toda la Europa ocupada por los nazis, con más de 400 000 judíos apiñados en un área de 3,4 km cuadrados o 7,2 personas por habitación. El gueto de Łódź fue el segundo más grande y albergaba a unos 160 000 reclusos. A fines de 1941, la mayoría de los aproximadamente 3,5 millones de judíos polacos ya estaban en un gueto, aunque los alemanes sabían que el sistema era insostenible, la mayoría de los reclusos no tenían posibilidades de ganarse la vida y no quedaban ahorros para pagarle a las SS las entregas de alimentos básicos.

## Trabajo forzado

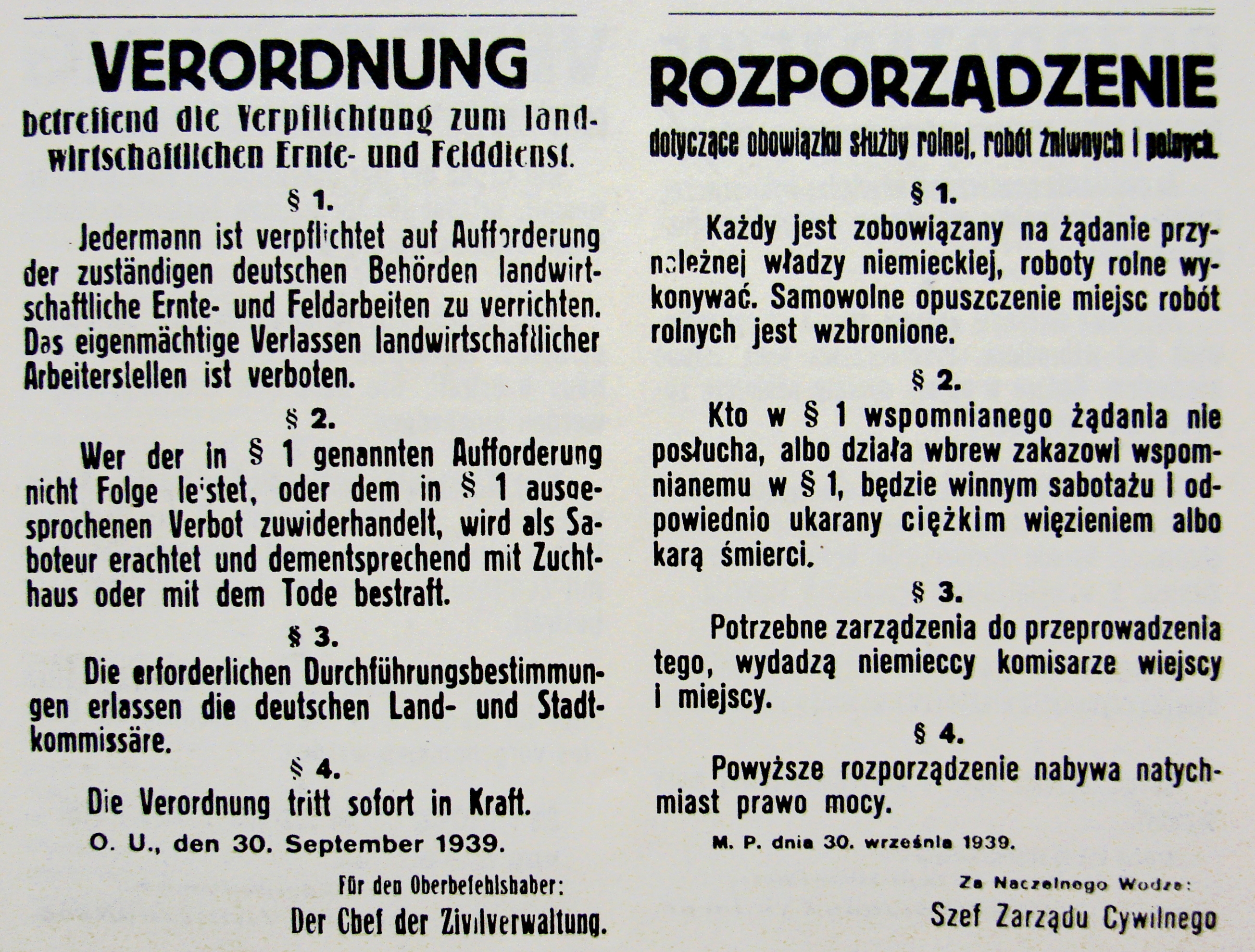
Aviso alemán del 30 de septiembre de 1939 en la Polonia ocupada, advirtiendo de la pena de muerte por negarse a trabajar durante la cosecha

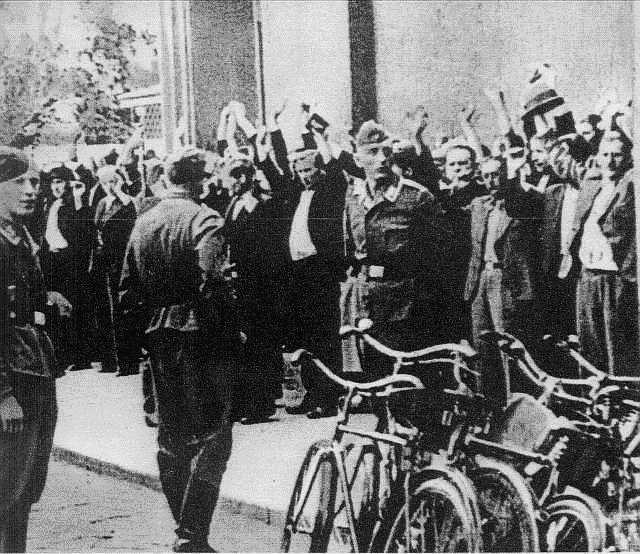
En Łapanka rehenes civiles polacos capturados por soldados alemanes en la calle, septiembre de 1939

En octubre de 1939, los nazis aprobaron un decreto sobre trabajo forzoso para judíos mayores de 12 años y polacos mayores de 14 años que vivían bajo el Gobierno General nazi. Entre 1939 y 1945, unos 3 millones de ciudadanos polacos fueron transportados a Alemania para trabajar como esclavos, muchos de ellos adolescentes y niñas. Aunque Alemania también utilizó trabajadores forzosos de Europa occidental, los polacos y otros europeos del este considerados racialmente inferiores, fueron sometidos a medidas discriminatorias intensificadas. Los trabajadores polacos se vieron obligados a trabajar más horas por un sueldo simbólico, inferior al habitual de los europeos occidentales. Fueron obligados a llevar etiquetas de identificación de color púrpura con una letra  «P» cosida a su ropa, sometidos a toque de queda y prohibición de usar el transporte público. Si bien el trato de los trabajadores de las fábricas o de los peones agrícolas a menudo variaba según el empleador respectivo, en muchas ciudades los polacos se vieron obligados a vivir en barracones separados, detrás de alambradas de púas. Las relaciones sociales con alemanes fuera del trabajo estaban prohibidas y las relaciones sexuales («corrupción racial») se consideraban un crimen gravísimo castigado con la muerte. Durante la guerra, cientos de polacos fueron ejecutados por sus relaciones con mujeres alemanas. El historiador Jan Gross estimó que «no más del 15 por ciento» de todos los polacos que fueron a Alemania lo hicieron voluntariamente.
Se cometieron violaciones masivas contra mujeres y niñas polacas, incluso durante ejecuciones punitivas de ciudadanos polacos, antes de disparar contra las mujeres. Además, un gran número de mujeres polacas fueron capturadas de forma rutinaria con el objetivo de obligarlas a servir en burdeles militares alemanes. Los nazis llevaron a cabo redadas masivas en muchas ciudades polacas, con el objetivo expreso de capturar a mujeres jóvenes, para luego obligarlas a trabajar en burdeles a los que asistían soldados y oficiales alemanes. Niñas de tan solo 15 años, aparentemente clasificadas como «aptas para el trabajo agrícola en Alemania», fueron explotadas sexualmente por soldados alemanes en sus lugares de destino.

## Germanización

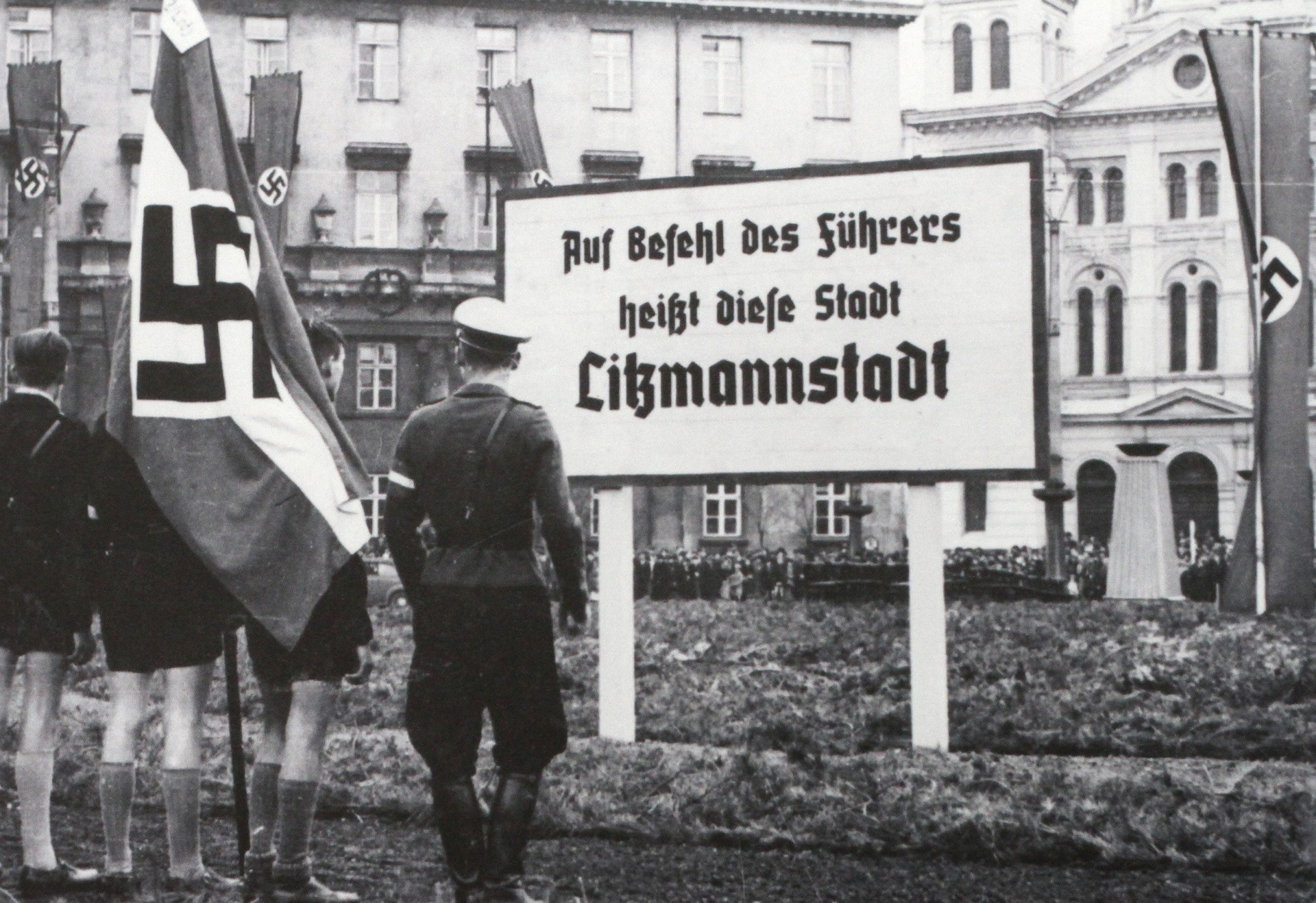
Por la germanización fue cambiado del nombre de la ciudad de Łódź, colocándose en la plaza Wolności una placa: «Por orden del Führer, esta ciudad se llama Litzmannstadt», 11 de noviembre de 1939

En los territorios de Reichsgau Wartheland de la Gran Polonia ocupada, el objetivo nazi era una germanización completa de la tierra, es decir la asimilación política, cultural, social y económica al Reich alemán. Esto no significó la germanización a la antigua de los habitantes, enseñándoles el idioma y la cultura, sino más bien, la inundación del Reichsgau con supuestos «alemanes puros» ayudados solo por una fracción de los que vivían allí originalmente, la mayoría de los cuales no eran étnicamente alemanes. Para cumplir con los objetivos imaginarios, el Gauleiter Albert Forster, a cargo del Reichsgau de Danzig-Prusia Occidental, había decidido que todos los segmentos de la población polaca eran de hecho de etnia alemana, mientras que expulsaba a otros. Esta decisión llevó a que dos tercios de la población de etnia polaca de Gau fueran definidos como «alemanes» por primera vez en sus vidas.
Los nazis alemanes cerraron las escuelas primarias donde el polaco era el idioma que se impartía. Las calles y ciudades cambiaron de nombre, así Łódź se convirtió en Litzmannstadt, etc. Decenas de miles de empresas polacas, desde grandes empresas industriales hasta pequeñas tiendas, fueron confiscadas a sus propietarios. En octubre de 1939, la propaganda nazi decía que los polacos, judíos y gitanos eran subhumanos. Los carteles colocados frente a esos establecimientos advirtieron: «Prohibida la entrada a polacos, judíos y perros». El régimen nazi fue menos estricto en su tratamiento de los casubios en el Reichsgau de Danzig-Prusia Occidental. Sin embargo, en todas partes, miles de personas se vieron obligadas a firmar la Deutsche Volksliste, una documentación racial que los nazis utilizaron para identificar y dar prioridad a las personas de ascendencia alemana en los países ocupados.

### Crímenes contra los niños

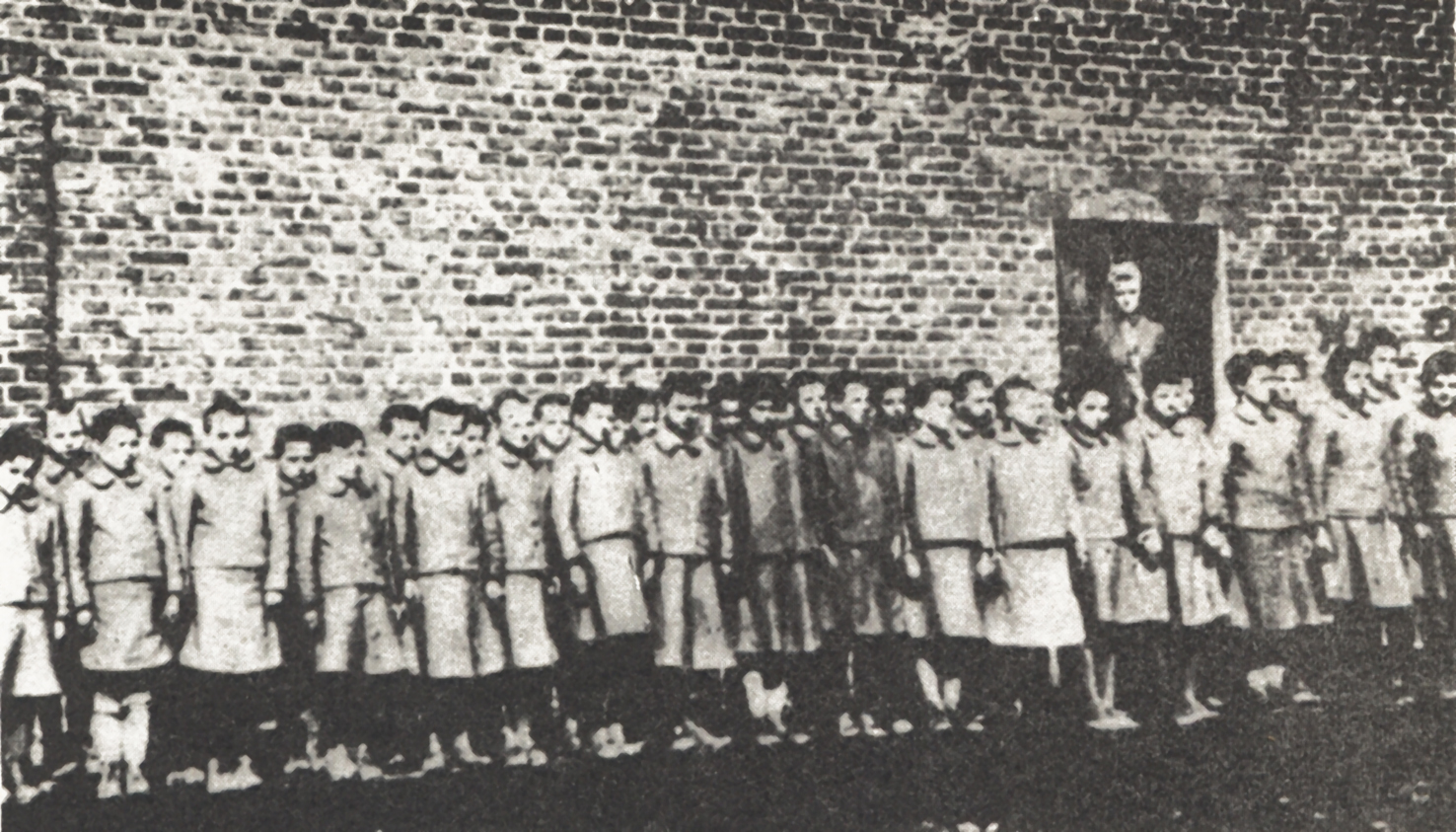
Pase de lista para niñas de 8 años en el campo de trabajo infantil de Dzierżązna, creado como un subcampo del campo de concentración para niños polacos, junto al gueto de Łódź

Al menos 200 000 niños en la Polonia ocupada fueron secuestrados por los nazis para someterlos a una germanización forzada (Ausländerkinder-Pflegestätte). Estos niños fueron examinados en busca de «rasgos racialmente valiosos», y enviados a hogares especiales para ser germanizados. Después de las pruebas raciales, los que se consideraban adecuados se colocaban en adopción si la germanización era efectiva, mientras que los niños que no pasaban las pruebas eran asesinados en masa en experimentos médicos, campos de concentración o enviados como trabajadores esclavos. Después de la guerra, muchos de los niños secuestrados encontrados por las fuerzas aliadas se pensó que eran «alemanes».
Los hijos de trabajadores forzosos fueron maltratados en Ausländerkinder-Pflegestätte, donde murieron miles de ellos. Un campamento para niños y adolescentes, Polen-Jugendverwahrlager der Sicherheitspolizei en Litzmannstadt, funcionó de 1943 a 1944 en Łódz, con un subcampo para niñas en Dzierżązna, Voivodato de Łódź.

### Genocidio cultural

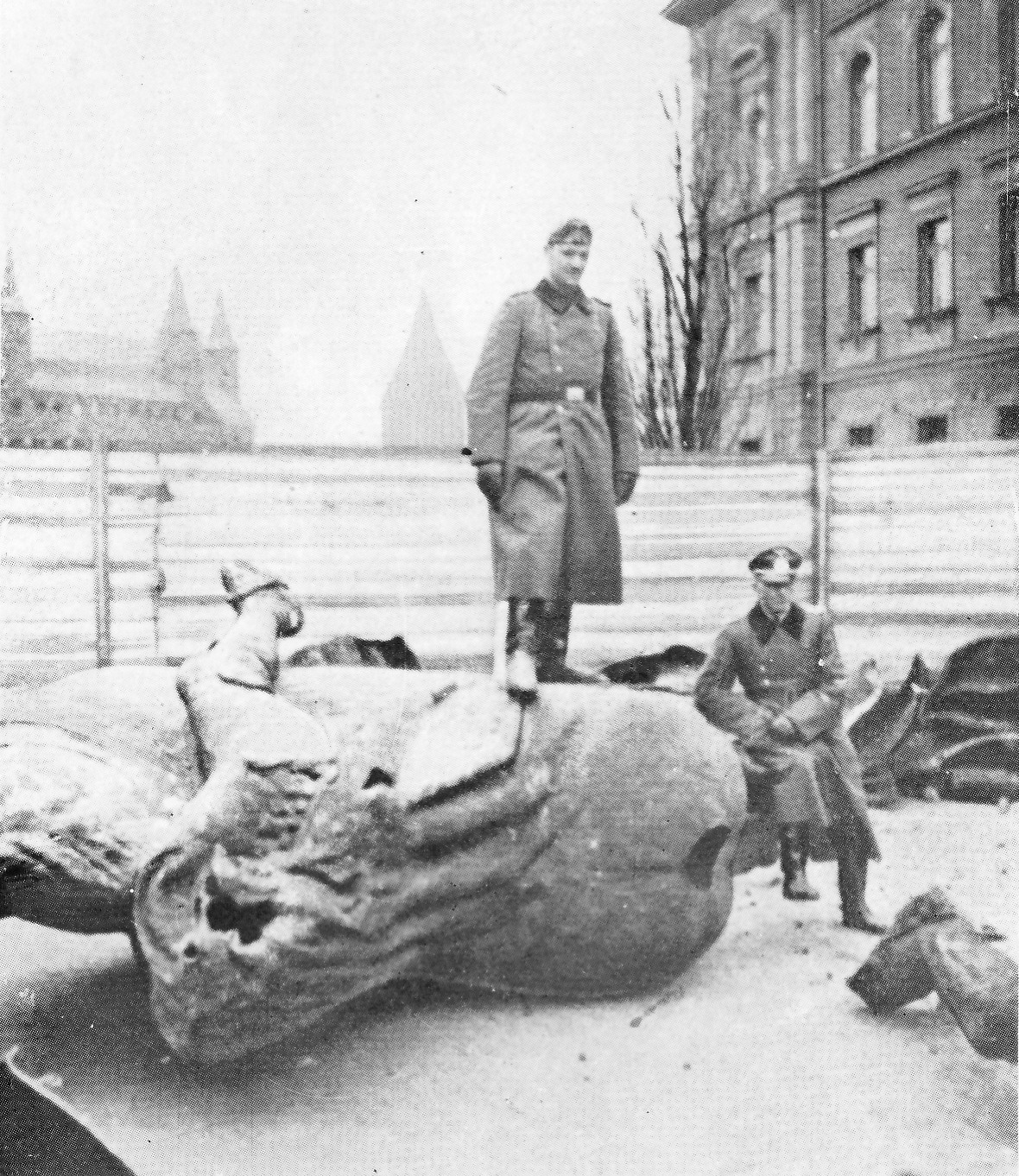
Destrucción del Monumento Grunwald de Cracovia en noviembre de 1939

Como parte del plan nazi para destruir Polonia, los alemanes se involucraron en un genocidio cultural en el que saquearon y luego destruyeron bibliotecas, museos, institutos científicos y laboratorios, así como monumentos nacionales y tesoros históricos. Cerraron todas las universidades, escuelas secundarias y se involucraron en el asesinato sistemático de eruditos, maestros y sacerdotes polacos. Se quemaron millones de libros, incluido aproximadamente el 80% de todas las bibliotecas escolares y las tres cuartas partes de todas las bibliotecas científicas. A los niños polacos se les prohibió adquirir educación más allá del nivel elemental con el objetivo de que la nueva generación de líderes polacos no pudiera surgir en el futuro. Según un memorando de mayo de 1940 de Heinrich Himmler: «El único objetivo de esta educación es enseñarles aritmética simple, nada por encima del número 500, escribir el nombre de cada quien, y la doctrina de que es ley divina obedecer a los alemanes. No creo que la lectura sea deseable». En 1941, el número de niños que asistían a la escuela primaria en el Gobierno General era la mitad del número de antes de la guerra. Los polacos respondieron con Tajne Nauczanie o «Enseñanza secreta», una campaña de educación clandestina.

## Ejecuciones indiscriminadas

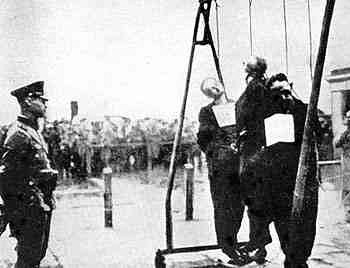
Ejecución pública alemana de civiles polacos, Łódź, imagen de El Libro Negro de Polonia,publicado en Londres en 1942 por el gobierno polaco en el exilio

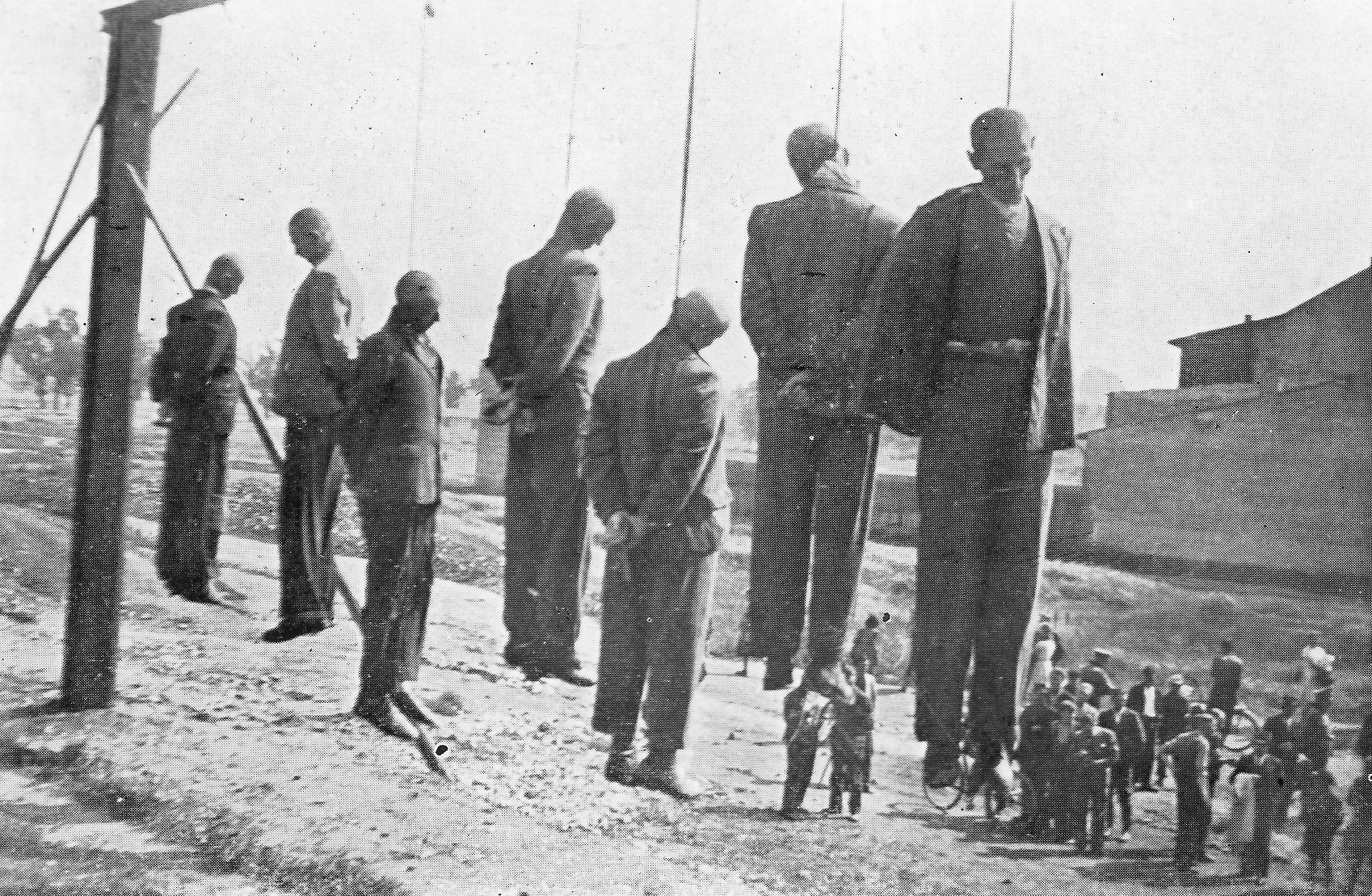
Ejecución pública por alemanes de polacos en Cracovia el 26 de junio de 1942

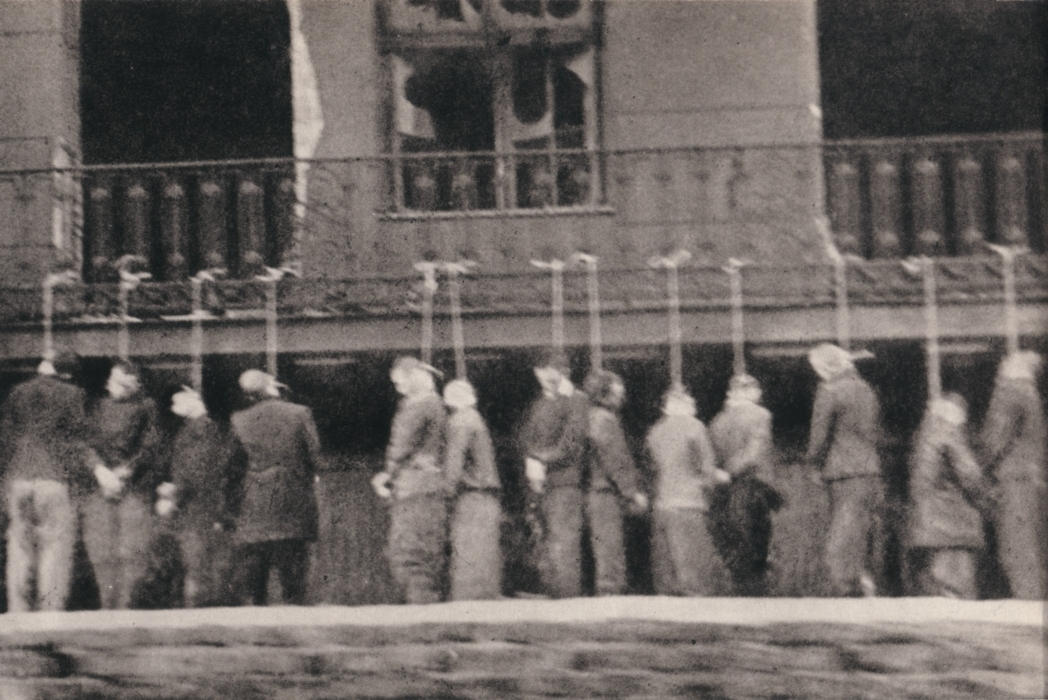
Prisioneros ahorcados por los alemanes en Leszno, Varsovia, 11 de febrero de 1944

Los polacos étnicos en Polonia fueron el objetivo de la política łapanka que las fuerzas alemanas utilizaron para arrestar indiscriminadamente a los civiles en las calles. En Varsovia, entre 1942 y 1944, hubo aproximadamente 400 víctimas diarias de łapanka . Se estima que decenas de miles de estas víctimas murieron en ejecuciones masivas, incluidas unas 37 000 personas en el complejo penitenciario de Pawiak, dirigido por la Gestapo, y miles más muertos en las ruinas del gueto de Varsovia.

### Exterminio de pacientes hospitalarios
En julio de 1939, se implementó un programa secreto nazi llamado Acción T4 cuyo propósito era efectuar el exterminio de pacientes psiquiátricos. Durante la invasión alemana de Polonia, el programa se puso en práctica a gran escala en los territorios polacos ocupados. Normalmente, todos los pacientes, acompañados por soldados de destacamentos especiales de las SS, eran transportados en camiones a los lugares de exterminio. Las primeras acciones de este tipo tuvieron lugar en un gran hospital psiquiátrico en Kocborowo, el 22 de septiembre de 1939 en la región de Gdańsk, así como en Gniezno y Kościan.
El número total de pacientes psiquiátricos asesinados por los nazis en la Polonia ocupada entre 1939 y 1945 se estima en más de 16 000. Otros 10 000 pacientes murieron de desnutrición. Aproximadamente 100 de los 243 miembros de la Asociación Polaca de Psiquiatría corrieron la misma suerte que sus pacientes.
La ejecución de pacientes con pelotón de fusilamiento y con revólver, incluyó a 400 pacientes de un hospital psiquiátrico en Chełm, el 1 de febrero de 1940, y de Owińska. En Pomerania, fueron transportados a una fortaleza militar en Poznań y gaseados con monóxido de carbono en los búnkeres del Fuerte VII, incluyendo niños y mujeres, a quienes las autoridades clasificaron como prostitutas polacas. Otros pacientes del hospital Owińska fueron gaseados en camiones sellados utilizando gases de escape. El mismo método se utilizó en el hospital de Kochanówka, cerca de Łódz, donde murieron 840 personas en 1940, con un total de 1126 víctimas en 286 clínicas.
Esta fue la primera prueba «exitosa» del asesinato en masa de polacos usando gas. Esta técnica se perfeccionó posteriormente en muchos otros pacientes psiquiátricos en Polonia y Alemania. A partir de 1941, la técnica se empleó ampliamente en los campos de exterminio. Las camionetas para gaseamientos de los nazis también se utilizaron por primera vez en 1940 para matar a niños polacos con enfermedades mentales.
En 1943, el líder de las SS y la policía en Polonia, Wilhelm Koppe, ordenó el exterminio de más de 30 000 pacientes polacos que padecían tuberculosis al que llamaban «peligro para la salud» por el Gobierno General. Fueron asesinados principalmente en el campo de exterminio de Chełmno.

## Persecución de la Iglesia Católica

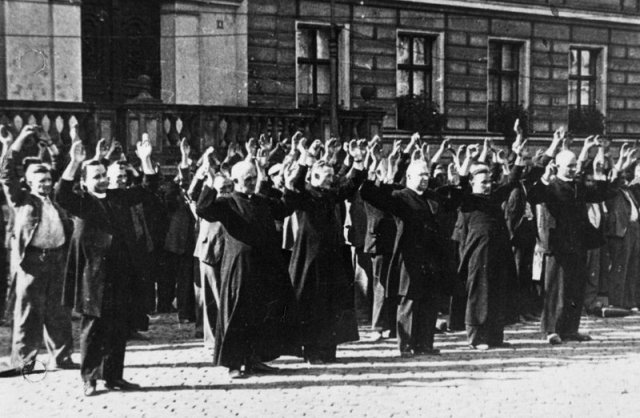
Bydgoszcz, sacerdotes y civiles polacos en el Mercado Viejo el 9 de septiembre de 1939

Sir Ian Kershaw escribió que, en el plan de Hitler para la germanización de Europa central y oriental, no habría lugar para las iglesias cristianas.
Históricamente, la iglesia había sido una fuerza líder en el nacionalismo polaco contra la dominación extranjera, por lo que los nazis atacaron al clero, los monjes y las monjas en sus campañas terroristas, tanto por su actividad de resistencia como por su importancia cultural. Sobre el breve período de control militar desde el 1 de septiembre de 1939 hasta el 25 de octubre de 1939, Davies escribió: «según una fuente, se llevaron a cabo 714 ejecuciones en masa y se fusilaron 6376 personas, principalmente católicos. Otros sitúan la cifra de muertos en una sola ciudad en 20 000. Fue una muestra de lo que vendrá». Según la Encyclopædia Britannica, 1811 sacerdotes polacos murieron en los campos de concentración nazis.
La política nazi hacia la Iglesia fue más severa en los territorios que anexó a la Gran Alemania, donde los nazis se dispusieron a desmantelar sistemáticamente la Iglesia, arrestando a sus líderes, exiliando a sus clérigos, cerrando sus iglesias, monasterios y conventos. Muchos clérigos fueron asesinados.
La Iglesia católica fue reprimida en el territorio anexado de Reichsgau Wartheland con más dureza que en cualquier otro lugar. En Wartheland, el líder regional Arthur Greiser, con el apoyo de Reinhard Heydrich y Martin Bormann, lanzó un severo ataque contra la Iglesia católica. Sus propiedades y fondos fueron confiscados y las organizaciones laicas cerradas. Evans escribió que: «Numerosos clérigos, monjes, administradores diocesanos y funcionarios de la Iglesia fueron arrestados, deportados al Gobierno General, llevados a un campo de concentración en el Reich o simplemente fusilados. En total, unos 1700 sacerdotes polacos terminaron en Dachau: la mitad de ellos no sobrevivió a su encarcelamiento». El jefe administrativo de Greiser, August Jager, había dirigido anteriormente el esfuerzo de nazificación de la Iglesia Evangélica en Prusia. En Polonia, se ganó el apodo de «Kirchen-Jager» (cazador de la iglesia) por la vehemencia de su hostilidad hacia la Iglesia.
«A fines de 1941», escribió Evans, «la Iglesia católica polaca había sido efectivamente proscrita en Wartheland. Fue más o menos germanizado en los otros territorios ocupados, a pesar de una encíclica emitida por el Papa ya el 27 de octubre de 1939 protestando contra esta persecución». Los alemanes también cerraron seminarios y conventos, persiguiendo a monjes y monjas en toda Polonia. En Pomerania, todos menos 20 de los 650 sacerdotes fueron fusilados o enviados a campos de concentración. Entre 1939 y 1945, 2935 miembros del clero polaco (18%) fueron asesinados en campos de concentración. En la ciudad de Włocławek, el 49% de sus sacerdotes católicos fueron asesinados, en Chełmno el 48%. Ciento ocho de ellos son considerados mártires benditos. Entre ellos, Maximilian Kolbe, quien se ofreció como voluntario para morir en Auschwitz en lugar de un extraño, y fue canonizado en 1982 como santo.

## La destrucción de los judíos polacos (1941-1943)

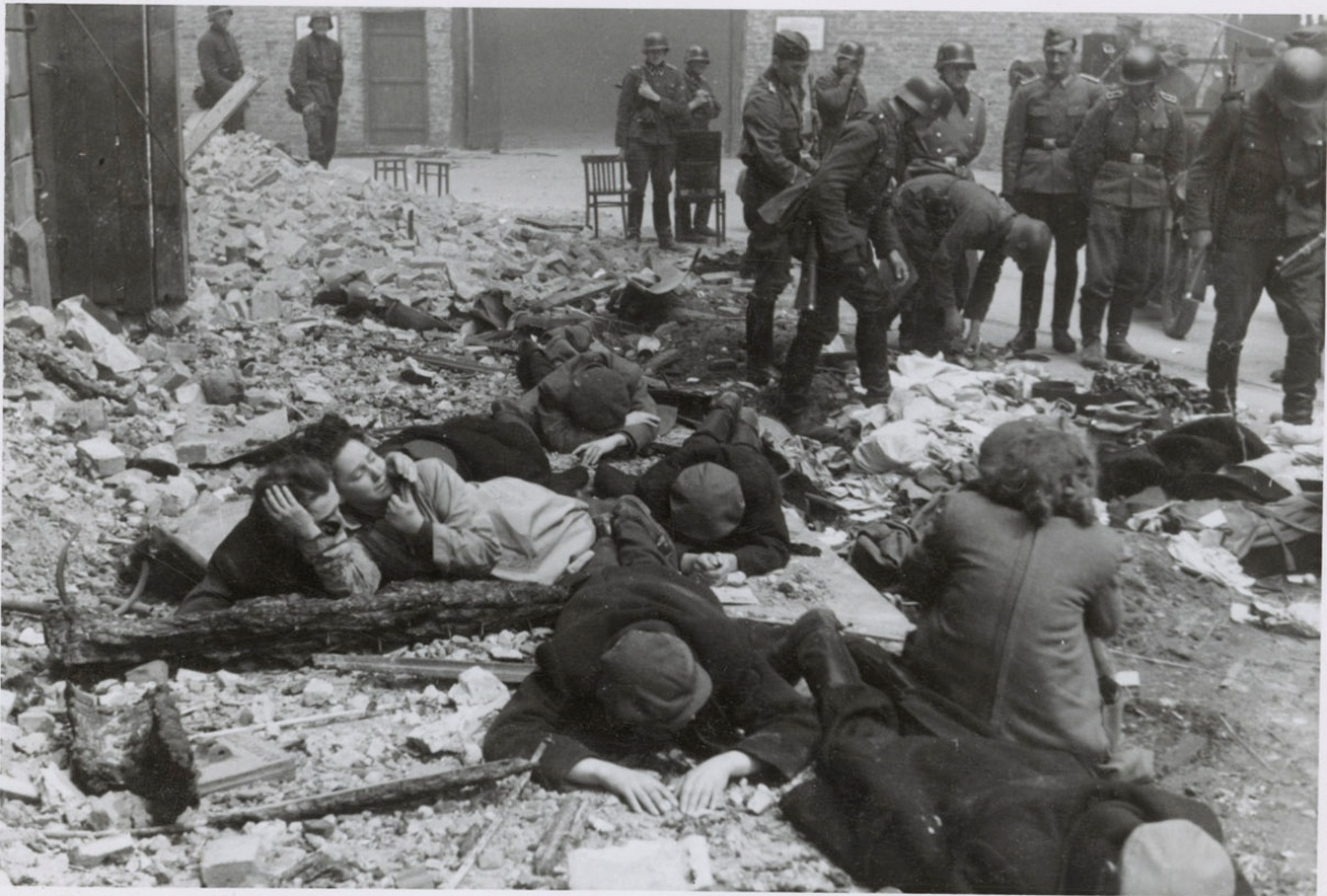
Judíos polacos sacados de un búnker por tropas alemanas en el Levantamiento del gueto de Varsovia, 1943

El Holocausto en la Polonia ocupada por los alemanes implicó la implementación de la política nazi alemana de destrucción sistemática y mayoritariamente exitosa de la población judía polaca, a quien los nazis consideraban «infrahumana» (Untermenschen). Entre la invasión de Polonia en 1939 y el final de la Segunda Guerra Mundial, más del 90% de los judíos polacos perecieron. Se establecieron seis campos de exterminio (Auschwitz, Belzec, Chełmno, Majdanek, Sobibor y Treblinka) en los que se llevó a cabo el asesinato en masa de millones de judíos polacos y varios otros grupos, entre 1942 y 1944. Los campos fueron diseñados y operados por alemanes nazis y no había guardias polacos en ninguno de ellos. De la población judía de Polonia de antes de la guerra de 3 500 000, solo unos 50 000 a 120 000 judíos sobrevivieron tras la guerra.

## La destrucción de Varsovia de 1944

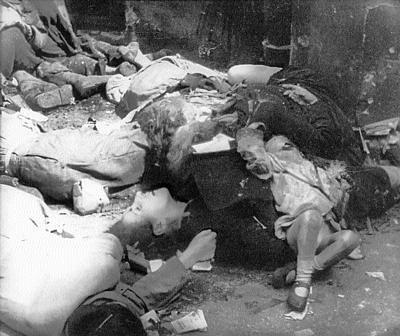
Civiles polacos asesinados por tropas de las SS alemanas durante el Levantamiento de Varsovia en agosto de 1944

Durante la represión del Levantamiento de 1944 en Varsovia, las fuerzas alemanas cometieron muchas atrocidades contra los civiles polacos, siguiendo la orden de Hitler de arrasar la ciudad. El hecho más notorio fue la Masacre de Wola, donde a principios de agosto de 1944, entre 40 000 y 50 000 civiles (hombres, mujeres y niños) fueron metódicamente detenidos y ejecutados por el Einsatzkommando de la Sicherheitspolizei bajo el mando de Heinz Reinefarth y los criminales alemanes amnistiados de la Dirlewanger. Otras masacres similares tuvieron lugar en las áreas de los distritos de Śródmieście (centro de la ciudad), Stare Miasto (casco antiguo) y Marymont . En Ochota, colaboradores rusos de RONA llevaron a cabo la Masacre de Ochota, con asesinatos de civiles, violaciones y saqueos . Después de la caída de Stare Miasto, a principios de septiembre, 7000 pacientes hospitalarios gravemente heridos fueron ejecutados o quemados vivos, a menudo junto con el personal médico a cargo de ellos. Más tarde se cometieron atrocidades similares en el distrito de Czerniaków y después de la caída de los distritos de Powiśle y Mokotów.
Hasta finales de septiembre de 1944, los alemanes no consideraban combatientes a los miembros de la resistencia polaca, de modo que al ser capturados eran ejecutados sumariamente. 165 000 civiles supervivientes fueron enviados a campos de trabajo y 50 000 fueron enviados a campos de concentración, mientras que la ciudad en ruinas fue demolida sistemáticamente. Ni Reinefarth ni Erich von dem Bach-Zelewski fueron juzgados por los crímenes cometidos durante la represión del levantamiento. La solicitud polaca de extradición de Wilhelm Koppe amnistiado de Alemania también fue rechazada.